# Luciano Luci
Luciano Luci (Campiglia Marittima, 2 agosto 1949) è un ex arbitro di calcio e dirigente arbitrale italiano, iscritto alla sezione AIA di Firenze, di cui è stato presidente per 14 anni.

## Biografia
Luciano Luci inizia la carriera di arbitro nella stagione 1968-1969. Dirige 107 gare in Serie B e 105 in Serie A, dove fa il suo esordio il 12 maggio 1985 in occasione dell'incontro tra il Milan e la Lazio.
Ha diretto per undici stagioni in Serie A, terminando l'attività nel 1993-1994 per raggiunti limiti di età.
È stato Assistente a livello internazionale per ventiquattro volte con Tullio Lanese, Paolo Casarin, Luigi Agnolin e Carlo Longhi.

### Carriera
Luci ha diretto per due volte il derby capitolino tra la Roma e la Lazio, per due volte la tradizionale sfida tra il Milan e Juventus e per una volta il derby della Mole, tra il Torino e la Juventus. Nel 1994 ha diretto la finale della quarantaseiesima edizione della Coppa Italia che ha visto vincitrice la Sampdoria per 6 a 1 sull'Ancona.
Nella stagione 1986-1987 Luciano Luci diventa presidente della Sezione A.I.A. di Firenze, carica che ha ricoperto fino alla stagione 1993-1994. Un secondo mandato lo vede protagonista dalla stagione 1997-1998 alla stagione 2003-2004.
Nel 1994 diventa Vice Commissario alla CAN D e designatore Arbitri Serie D. L'anno successivo viene nominato Vice Commissario alla CAN A/B e vice designatore per la Serie A e B per le stagioni 1995-1996 e 1996-1997. Nel 1998 diventa "osservatore arbitrale" alla CAN A/B, attività che svolge per sette anni. Nel 2004 Luci vince il Premio "F. Monti" come "miglior osservatore CAN A/B" per la stagione 2003-2004. Come riportato da alcuni quotidiani, nel 2005, Pierluigi Collina in occasione del rifiuto alla carica di designatore proposta dall'allora Presidente della FIGC Franco Carraro, suggerì di nominare Luciano Luci al posto di Maurizio Mattei. Il suggerimento rimane inascoltato e Luci nel 2005 viene nominato Vice Commissario alla CAN C, incarico che ricoprirà per due stagioni: 2005-2006 e 2006-2007. Nel 2007 viene nominato Commissario straordinario C.R.A. alla regione Umbria, incarico ricoperto fino al termine della stagione 2007-2008.
Dalla stagione 2010-2011 svolge l'incarico di consulente di Pierluigi Collina nel suo ruolo di supervisore degli arbitri ucraini. Attualmente è Commissario UEFA su proposta della Federazione ucraina.

### Vita privata
Vive a Barberino di Mugello, in provincia di Firenze, dove ha svolto per trent'anni l'attività di export manager.